# Мечит (връх)
Вижте пояснителната страница за други значения на Мечит.
Мечит или Голям Мечит е заоблен връх с височина 2568 m в Рила.
Намира се в Мальовишкия дял на Северозападна Рила, между долините на реките Лопушаница и Леви Искър. Изграден е от гранит, покрит с високопланинска растителност и клек. На север от върха, на около 3 ч., се намира хижа „Мечит“.